# Ketkino
Ketkino (en rus: Кеткино) és un poble (un possiólok) del krai de Kamtxatka, a Rússia, que el 2020 tenia 290 habitants. Pertany al districte de Iélizovo.